# Мельбурнський зоопарк
37°47′05″ пд. ш. 144°57′08″ сх. д. / 37.784762° пд. ш. 144.952095° сх. д.

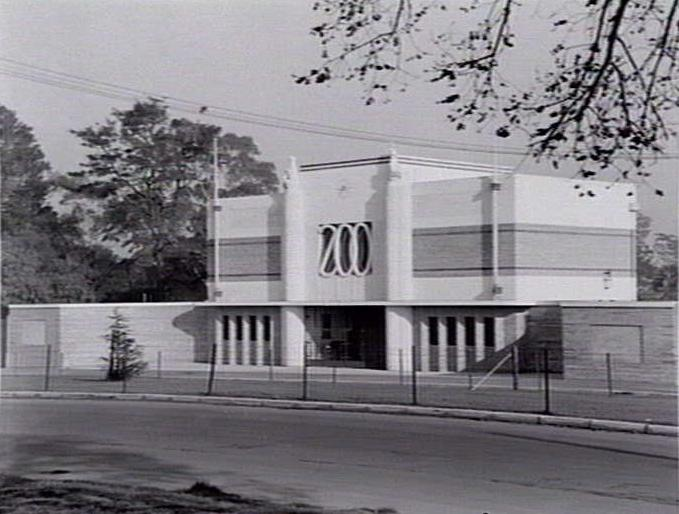
Головний вхід до Мельбурнського зоопарку, 1940 рік

Мельбурнський зоопарк (англ. Royal Melbourne Zoological Gardens, Melbourne Zoo) — найстаріший зоопарк Австралії. У ньому представлені понад 320 видів тварин з Австралії та усього світу.
Зоопарк розташовано за 4 км на північ від центру Мельбурна.

## Історія
Зоопарк було засновано 1862 року на території Королівського парку, він зайняв площу 22 гектари (55 акрів). Раніше тварини утримувались у ботанічних садах Мельбурна.
Первинно до зоопарку поміщались свійські тварини для акліматизації після їхньої доставки в Австралію. Починаючи з 1870 року зоопарк почав купувати мавп, тигрів, левів та інших екзотичних тварин.

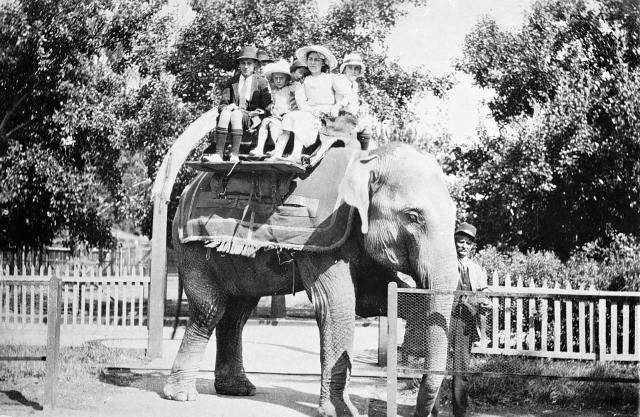
Квіні

Одним з видатних «жителів» зоопарку була слониха Квіні (англ. Queenie), яка упродовж 40 років катала відвідувачів. У 1945 році вона на смерть затоптала наглядача зоопарку, й за 6 місяців після цієї події слониху усипили. 